# Polscy medaliści letnich igrzysk olimpijskich

## Medale na poszczególnych igrzyskach

### Paryż2024[1]
| złote medale |
| ------------ |

1. Aleksandra Mirosław – wspinaczka sportowa, na czas

| srebrne medale |
| -------------- |

1. Klaudia Zwolińska – kajakarstwo górskie, slalom K-1
2. Mateusz Bieniek, Bartłomiej Bołądź, Tomasz Fornal, Norbert Huber, Marcin Janusz, Łukasz Kaczmarek, Jakub Kochanowski, Bartosz Kurek, Wilfredo León, Grzegorz Łomacz, Kamil Semeniuk, Aleksander Śliwka, Paweł Zatorski – siatkówka
3. Julia Szeremeta – boks, kategoria 57 kg
4. Daria Pikulik – kolarstwo torowe, omnium

| brązowe medale |
| -------------- |

1. Aleksandra Jarecka, Alicja Klasik, Renata Knapik-Miazga, Martyna Swatowska-Wenglarczyk – szermierka, szpada drużynowo
2. Fabian Barański, Mateusz Biskup, Dominik Czaja, Mirosław Ziętarski – wioślarstwo, czwórka podwójna
3. Iga Świątek – tenis ziemny, gra pojedyncza
4. Aleksandra Kałucka – wspinaczka sportowa, na czas
5. Natalia Kaczmarek – lekkoatletyka, bieg na 400 m

### Tokio2020
| złote medale |
| ------------ |

1. Iga Baumgart-Witan, Kajetan Duszyński, Małgorzata Hołub-Kowalik, Natalia Kaczmarek, Dariusz Kowaluk, Justyna Święty-Ersetic, Karol Zalewski – sztafeta mieszana 4 × 400 m
2. Anita Włodarczyk – rzut młotem
3. Wojciech Nowicki – rzut młotem
4. Dawid Tomala – chód na 50 km

| srebrne medale |
| -------------- |

1. Agnieszka Kobus-Zawojska, Maria Sajdak, Marta Wieliczko, Katarzyna Zillmann – wioślarstwo, czwórka podwójna
2. Karolina Naja, Anna Puławska – kajakarstwo, K-2 500 m
3. Jolanta Ogar-Hill, Agnieszka Skrzypulec – żeglarstwo, klasa 470
4. Maria Andrejczyk – rzut oszczepem
5. Iga Baumgart-Witan, Małgorzata Hołub-Kowalik, Natalia Kaczmarek, Anna Kiełbasińska, Justyna Święty-Ersetic – sztafeta 4 × 400 m

| brązowe medale |
| -------------- |

1. Tadeusz Michalik – zapasy w stylu klasycznym, kategoria 97 kg
2. Malwina Kopron – rzut młotem
3. Paweł Fajdek – rzut młotem
4. Patryk Dobek – bieg na 800 m
5. Justyna Iskrzycka, Karolina Naja, Anna Puławska, Helena Wiśniewska – kajakarstwo, K-4 500 m

### Rio de Janeiro2016
| złote medale |
| ------------ |

1. Anita Włodarczyk – rzut młotem
2. Natalia Madaj-Smolińska, Magdalena Fularczyk-Kozłowska – wioślarstwo, dwójka podwójna

| srebrne medale |
| -------------- |

1. Piotr Małachowski – rzut dyskiem
2. Marta Walczykiewicz – kajakarstwo, jedynka na 200 m
3. Maja Włoszczowska – kolarstwo górskie

| brązowe medale |
| -------------- |

1. Rafał Majka – kolarstwo szosowe, wyścig indywidualny
2. Monika Michalik – zapasy w stylu wolnym, kategoria 63 kg
3. Oktawia Nowacka – pięciobój nowoczesny, indywidualnie
4. Wojciech Nowicki – rzut młotem
5. Beata Mikołajczyk, Karolina Naja – kajakarstwo, dwójka na 500 m
6. Monika Ciaciuch, Agnieszka Kobus, Joanna Leszczyńska, Maria Springwald – wioślarstwo, czwórka podwójna

### Londyn2012
| złote medale |
| ------------ |

1. Tomasz Majewski – pchnięcie kulą
2. Adrian Zieliński – podnoszenie ciężarów, kategoria 85 kg
3. Anita Włodarczyk – rzut młotem

| srebrne medale |
| -------------- |

1. Sylwia Bogacka – strzelectwo, karabinek pneumatyczny
2. Bartłomiej Bonk – podnoszenie ciężarów, kategoria 105 kg

| brązowe medale |
| -------------- |

1. Damian Janikowski – zapasy w stylu klasycznym, kategoria 84 kg
2. Przemysław Miarczyński – żeglarstwo, klasa RS:X
3. Zofia Noceti-Klepacka – żeglarstwo, klasa RS:X
4. Magdalena Fularczyk, Julia Michalska – wioślarstwo, dwójka podwójna
5. Beata Mikołajczyk, Karolina Naja – kajakarstwo, dwójka na 500 m
6. Tomasz Zieliński – podnoszenie ciężarów, kategoria 94 kg

### Pekin2008
| złote medale |
| ------------ |

1. Leszek Blanik – gimnastyka, skok
2. Szymon Kołecki – podnoszenie ciężarów, kategoria 94 kg
3. Tomasz Majewski – pchnięcie kulą
4. Michał Jeliński, Marek Kolbowicz, Adam Korol, Konrad Wasielewski – wioślarstwo, czwórka podwójna

| srebrne medale |
| -------------- |

1. Piotr Małachowski – rzut dyskiem
2. Maja Włoszczowska – kolarstwo górskie
3. Aneta Konieczna, Beata Mikołajczyk – kajakarstwo, dwójka na 500 m
4. Robert Andrzejuk, Tomasz Motyka, Adam Wiercioch, Radosław Zawrotniak – szermierka, szpada drużynowo
5. Miłosz Bernatajtys, Bartłomiej Pawełczak, Łukasz Pawłowski, Paweł Rańda – wioślarstwo, czwórka bez sternika wagi lekkiej

| brązowe medale |
| -------------- |

1. Agnieszka Wieszczek – zapasy w stylu wolnym, kategoria 72 kg
2. Marcin Dołęga – podnoszenie ciężarów, kategoria 105 kg

### Ateny2004
| złote medale |
| ------------ |

1. Otylia Jędrzejczak – pływanie, 200 m stylem motylkowym
2. Robert Korzeniowski – chód na 50 km
3. Tomasz Kucharski, Robert Sycz – wioślarstwo, dwójka podwójna wagi lekkiej

| srebrne medale |
| -------------- |

1. Otylia Jędrzejczak – pływanie, 100 m stylem motylkowym
2. Otylia Jędrzejczak – pływanie, 400 m stylem dowolnym

| brązowe medale |
| -------------- |

1. Sylwia Gruchała – szermierka, floret indywidualnie
2. Mateusz Kusznierewicz – żeglarstwo, klasa Finn
3. Anna Rogowska – skok o tyczce
4. Agata Wróbel – podnoszenie ciężarów, waga ciężka
5. Aneta Pastuszka, Beata Sokołowska-Kulesza – kajakarstwo, dwójka na 500 m

### Sydney2000
| złote medale |
| ------------ |

1. Robert Korzeniowski – chód na 20 km
2. Robert Korzeniowski – chód na 50 km
3. Renata Mauer-Różańska – strzelectwo, karabinek małokalibrowy w 3 postawach
4. Kamila Skolimowska – rzut młotem
5. Szymon Ziółkowski – rzut młotem
6. Tomasz Kucharski, Robert Sycz – wioślarstwo, dwójka podwójna wagi lekkiej

| srebrne medale |
| -------------- |

1. Szymon Kołecki – podnoszenie ciężarów, waga lekkociężka
2. Agata Wróbel – podnoszenie ciężarów, waga ciężka
3. Paweł Baraszkiewicz, Daniel Jędraszko – kajakarstwo-kanadyjki, dwójka na 500 m
4. Krzysztof Kołomański, Michał Staniszewski – kajakarstwo górskie-kanadyjki, dwójka slalom
5. Sylwia Gruchała, Magdalena Mroczkiewicz, Anna Rybicka, Barbara Wolnicka – szermierka, floret drużynowo

| brązowe medale |
| -------------- |

1. Leszek Blanik – gimnastyka, skok
2. Beata Sokołowska-Kulesza, Aneta Pastuszka – kajakarstwo, dwójka na 500 m
3. Dariusz Białkowski, Grzegorz Kotowicz, Adam Seroczyński, Marek Witkowski – kajakarstwo, czwórka na 1000 m

### Atlanta1996
| złote medale |
| ------------ |

1. Robert Korzeniowski – chód na 50 km
2. Mateusz Kusznierewicz – żeglarstwo, klasa Finn
3. Renata Mauer – strzelectwo, karabinek pneumatyczny
4. Paweł Nastula – judo, waga półciężka
5. Ryszard Wolny – zapasy w stylu klasycznym, waga lekka
6. Andrzej Wroński – zapasy w stylu klasycznym, waga ciężka
7. Włodzimierz Zawadzki – zapasy w stylu klasycznym, waga piórkowa

| srebrne medale |
| -------------- |

1. Jacek Fafiński – zapasy w stylu klasycznym, waga półciężka
2. Artur Partyka – skok wzwyż
3. Mirosław Rzepkowski – strzelectwo, rzutki „skeet”
4. Aneta Szczepańska – judo, waga średnia
5. Piotr Kiełpikowski, Adam Krzesiński, Jarosław Rodzewicz, Ryszard Sobczak – szermierka, floret drużynowo

| brązowe medale |
| -------------- |

1. Andrzej Cofalik – podnoszenie ciężarów, waga półciężka
2. Piotr Markiewicz – kajakarstwo, jedynka na 500 m
3. Renata Mauer – strzelectwo, karabinek standard
4. Józef Tracz – zapasy w stylu klasycznym, waga półśrednia
5. Iwona Dzięcioł, Katarzyna Klata, Joanna Nowicka – łucznictwo, drużynowo

### Barcelona1992
| złote medale |
| ------------ |

1. Waldemar Legień – judo, waga średnia
2. Arkadiusz Skrzypaszek – pięciobój nowoczesny, indywidualnie
3. Maciej Czyżowicz, Dariusz Goździak, Arkadiusz Skrzypaszek – pięciobój nowoczesny, drużynowo

| srebrne medale |
| -------------- |

1. Krzysztof Siemion – podnoszenie ciężarów, waga półciężka
2. Piotr Stępień – zapasy w stylu klasycznym, waga średnia
3. Rafał Szukała – pływanie, 100 m stylem motylkowym
4. Józef Tracz – zapasy w stylu klasycznym, waga półśrednia
5. Maciej Freimut, Wojciech Kurpiewski – kajakarstwo, dwójka na 500 m
6. Dariusz Adamczuk, Marek Bajor, Jerzy Brzęczek, Dariusz Gęsior, Marcin Jałocha, Andrzej Juskowiak, Aleksander Kłak, Andrzej Kobylański, Dariusz Koseła, Wojciech Kowalczyk, Marek Koźmiński, Tomasz Łapiński, Grzegorz Mielcarski, Arkadiusz Onyszko, Ryszard Staniek, Dariusz Szubert, Piotr Świerczewski, Mirosław Waligóra, Tomasz Wałdoch, Tomasz Wieszczycki – piłka nożna

| brązowe medale |
| -------------- |

1. Wojciech Bartnik – boks, waga półciężka
2. Kajetan Broniewski – wioślarstwo, jedynka
3. Izabela Dylewska – kajakarstwo, jedynka na 500 m
4. Małgorzata Książkiewicz – strzelectwo, karabinek małokalibrowy w 3 postawach
5. Waldemar Malak – podnoszenie ciężarów, waga ciężka
6. Artur Partyka – skok wzwyż
7. Sergiusz Wołczaniecki – podnoszenie ciężarów, waga lekkociężka
8. Dariusz Białkowski, Grzegorz Kotowicz – kajakarstwo, dwójka na 1000 m
9. Wojciech Jankowski, Maciej Łasicki, Jacek Streich, Tomasz Tomiak, Michał Cieślak (sternik) – wioślarstwo, czwórka ze sternikiem
10. Piotr Kiełpikowski, Adam Krzesiński, Cezary Siess, Ryszard Sobczak, Marian Sypniewski – szermierka, floret drużynowo

### Seul1988
| złote medale |
| ------------ |

1. Waldemar Legień – judo, waga lekkośrednia
2. Andrzej Wroński – zapasy w stylu klasycznym, waga ciężka

| srebrne medale |
| -------------- |

1. Andrzej Głąb – zapasy w stylu klasycznym, waga papierowa
2. Janusz Olech – szermierka, szabla indywidualnie
3. Janusz Pawłowski – judo, waga piórkowa
4. Marek Dopierała, Marek Łbik – kajakarstwo-kanadyjki, dwójka na 500 m
5. Joachim Halupczok, Zenon Jaskuła, Marek Leśniewski, Andrzej Sypytkowski – kolarstwo szosowe, wyścig drużynowy

| brązowe medale |
| -------------- |

1. Jan Dydak – boks, waga półśrednia
2. Izabela Dylewska – kajakarstwo, jedynka na 500 m
3. Andrzej Gołota – boks, waga ciężka
4. Henryk Petrich – boks, waga półciężka
5. Józef Tracz – zapasy w stylu klasycznym, waga półśrednia
6. Artur Wojdat – pływanie, 400 m stylem dowolnym
7. Janusz Zarenkiewicz – boks, waga superciężka
8. Sławomir Zawada – podnoszenie ciężarów, waga lekkociężka
9. Marek Dopierała, Marek Łbik – kajakarstwo-kanadyjki, dwójka na 1000 m

### Moskwa1980
| złote medale |
| ------------ |

1. Jan Kowalczyk (koń Artemor) – jeździectwo, konkurs skoków indywidualnie
2. Władysław Kozakiewicz – skok o tyczce
3. Bronisław Malinowski – bieg na 3000 m z przeszkodami

| srebrne medale |
| -------------- |

1. Roman Bierła – zapasy w stylu klasycznym, waga ciężka
2. Jan Dołgowicz – zapasy w stylu klasycznym, waga średnia
3. Urszula Kielan – skok wzwyż
4. Czesław Lang – kolarstwo szosowe, wyścig indywidualny
5. Józef Lipień – zapasy w stylu klasycznym, waga kogucia
6. Paweł Skrzecz – boks, waga półciężka
7. Władysław Stecyk – zapasy w stylu wolnym, waga musza
8. Andrzej Supron – zapasy w stylu klasycznym, waga lekka
9. Tadeusz Ślusarski – skok o tyczce
10. Jacek Wszoła – skok wzwyż
11. Małgorzata Dłużewska, Czesława Kościańska – wioślarstwo, dwójka bez sternika
12. Janusz Bobik (koń Szampan), Wiesław Hartman (koń Norton), Jan Kowalczyk (koń Artemor), Marian Kozicki (koń Bremen) – jeździectwo, konkurs skoków drużynowo
13. Leszek Dunecki, Zenon Licznerski, Marian Woronin, Krzysztof Zwoliński – sztafeta 4*100 m
14. Ludomir Chronowski, Piotr Jabłkowski, Andrzej Lis, Mariusz Strzałka, Leszek Swornowski – szermierka, szpada drużynowo

| brązowe medale |
| -------------- |

1. Kazimierz Adach – boks, waga lekka
2. Aleksander Cichoń – zapasy w stylu wolnym, waga półciężka
3. Agnieszka Czopek – pływanie, 400 m stylem zmiennym
4. Tadeusz Dembończyk – podnoszenie ciężarów, waga kogucia
5. Krzysztof Kosedowski – boks, waga piórkowa
6. Lucyna Langer – bieg na 100 m przez płotki
7. Janusz Pawłowski – judo, waga półlekka
8. Tadeusz Rutkowski – podnoszenie ciężarów, waga superciężka
9. Jerzy Rybicki – boks, waga średnia
10. Adam Sandurski – zapasy w stylu wolnym, waga superciężka
11. Marek Seweryn – podnoszenie ciężarów, waga piórkowa
12. Kazimierz Szczerba – boks, waga półśrednia
13. Barbara Wysoczańska – szermierka, floret indywidualnie
14. Lech Koziejowski, Adam Robak, Marian Sypniewski, Bogusław Zych – szermierka, floret drużynowo
15. Grzegorz Nowak, Ryszard Stadniuk, Grzegorz Stellak, Adam Tomasiak, Ryszard Kubiak (sternik) – wioślarstwo, czwórka ze sternikiem

### Montreal1976
| złote medale |
| ------------ |

1. Kazimierz Lipień – zapasy w stylu klasycznym, waga piórkowa
2. Janusz Pyciak-Peciak – pięciobój nowoczesny, indywidualnie
3. Jerzy Rybicki – boks, waga lekkośrednia
4. Irena Szewińska – bieg na 400 m
5. Tadeusz Ślusarski – skok o tyczce
6. Jacek Wszoła – skok wzwyż
7. Bronisław Bebel, Ryszard Bosek, Wiesław Gawłowski, Marek Karbarz, Zbigniew Lubiejewski, Lech Łasko, Mirosław Rybaczewski, Włodzimierz Sadalski, Edward Skorek, Włodzimierz Stefański, Tomasz Wójtowicz, Zbigniew Zarzycki – siatkówka

| srebrne medale |
| -------------- |

1. Grzegorz Cziura – podnoszenie ciężarów, waga kogucia
2. Bronisław Malinowski – bieg na 3000 m z przeszkodami
3. Andrzej Gronowicz, Jerzy Opara – kajakarstwo-kanadyjki, dwójka na 500 m
4. Tadeusz Mytnik, Mieczysław Nowicki, Stanisław Szozda, Ryszard Szurkowski – kolarstwo szosowe, wyścig drużynowy
5. Zbigniew Jaremski, Jerzy Pietrzyk, Ryszard Podlas, Jan Werner – sztafeta 4*400 m
6. Jan Benigier, Lesław Ćmikiewicz, Kazimierz Deyna, Jerzy Gorgoń, Henryk Kasperczak, Kazimierz Kmiecik, Grzegorz Lato, Zygmunt Maszczyk, Piotr Mowlik, Roman Ogaza, Wojciech Rudy, Andrzej Szarmach, Antoni Szymanowski, Jan Tomaszewski, Henryk Wawrowski, Henryk Wieczorek, Władysław Żmuda – piłka nożna

| brązowe medale |
| -------------- |

1. Leszek Błażyński – boks, waga musza
2. Kazimierz Czarnecki – podnoszenie ciężarów, waga lekka
3. Wiesław Gawlikowski – strzelectwo, rzutki „skeet”
4. Janusz Gortat – boks, waga półciężka
5. Jerzy Greszkiewicz – strzelectwo, karabinek małokalibrowy na 50 m do ruchomej tarczy z sylwetką „biegnącego dzika”
6. Leszek Kosedowski – boks, waga piórkowa
7. Czesław Kwieciński – zapasy w stylu klasycznym, waga półciężka
8. Mieczysław Nowicki – kolarstwo szosowe, wyścig indywidualny
9. Tadeusz Rutkowski – podnoszenie ciężarów, waga ciężka
10. Andrzej Skrzydlewski – zapasy w stylu klasycznym, waga ciężka
11. Kazimierz Szczerba – boks, waga lekkopółśrednia
12. Marian Tałaj – judo, waga lekka
13. Zdzisław Antczak, Janusz Brzozowski, Piotr Cieśla, Jan Gmyrek, Alfred Kałuziński, Jerzy Klempel, Zygfryd Kuchta, Jerzy Melcer, Ryszard Przybysz, Henryk Rozmiarek, Andrzej Sokołowski, Andrzej Szymczak, Mieczysław Wojczak, Włodzimierz Zieliński – piłka ręczna

### Monachium1972
| złote medale |
| ------------ |

1. Władysław Komar – pchnięcie kulą
2. Zygmunt Smalcerz – podnoszenie ciężarów, waga musza
3. Jan Szczepański – boks, waga lekka
4. Witold Woyda – szermierka, floret indywidualnie
5. Józef Zapędzki – strzelectwo, pistolet sylwetkowy
6. Marek Dąbrowski, Arkadiusz Godel, Jerzy Kaczmarek, Lech Koziejowski, Witold Woyda – szermierka, floret drużynowo
7. Zygmunt Anczok, Lesław Ćmikiewicz, Kazimierz Deyna, Robert Gadocha, Jerzy Gorgoń, Zbigniew Gut, Andrzej Jarosik, Kazimierz Kmiecik, Hubert Kostka, Jerzy Kraska, Grzegorz Lato, Włodzimierz Lubański, Joachim Marx, Zygmunt Maszczyk, Marian Ostafiński, Marian Szeja, Zygfryd Szołtysik, Antoni Szymanowski, Ryszard Szymczak – piłka nożna

| srebrne medale |
| -------------- |

1. Norbert Ozimek – podnoszenie ciężarów, waga półciężka
2. Wiesław Rudkowski – boks, waga lekkośrednia
3. Irena Szydłowska – łucznictwo, wielobój
4. Antoni Zajkowski – judo, waga lekka
5. Edward Barcik, Lucjan Lis, Stanisław Szozda, Ryszard Szurkowski – kolarstwo szosowe, wyścig drużynowy

| brązowe medale |
| -------------- |

1. Leszek Błażyński – boks, waga musza
2. Janusz Gortat – boks, waga półciężka
3. Zbigniew Kaczmarek – podnoszenie ciężarów, waga lekka
4. Ryszard Katus – dziesięciobój
5. Czesław Kwieciński – zapasy w stylu klasycznym, waga półciężka
6. Kazimierz Lipień – zapasy w stylu klasycznym, waga piórkowa
7. Irena Szewińska – bieg na 200 m
8. Andrzej Bek, Benedykt Kocot – kolarstwo torowe, tandemy
9. Rafał Piszcz, Władysław Szuszkiewicz – kajakarstwo, dwójka na 1000 m

### Meksyk1968
| złote medale |
| ------------ |

1. Waldemar Baszanowski – podnoszenie ciężarów, waga lekka
2. Jerzy Kulej – boks, waga lekkopółśrednia
3. Jerzy Pawłowski – szermierka, szabla indywidualnie
4. Irena Szewińska – bieg na 200 m
5. Józef Zapędzki – strzelectwo, pistolet sylwetkowy

| srebrne medale |
| -------------- |

1. Józef Grudzień – boks, waga lekka
2. Artur Olech – boks, waga musza

| brązowe medale |
| -------------- |

1. Stanisław Dragan – boks, waga półciężka
2. Marek Gołąb – podnoszenie ciężarów, waga lekkociężka
3. Janusz Kierzkowski – kolarstwo torowe, wyścig na 1000 m ze startu zatrzymanego
4. Norbert Ozimek – podnoszenie ciężarów, waga półciężka
5. Hubert Skrzypczak – boks, waga papierowa
6. Irena Szewińska – bieg na 100 m
7. Henryk Trębicki – podnoszenie ciężarów, waga kogucia
8. Marian Zieliński – podnoszenie ciężarów, waga lekka
9. Egon Franke, Adam Lisewski, Ryszard Parulski, Zbigniew Skrudlik, Witold Woyda – szermierka, floret drużynowo
10. Bohdan Andrzejewski, Kazimierz Barburski, Michał Butkiewicz, Bohdan Gonsior, Henryk Nielaba – szermierka, szpada drużynowo
11. Halina Aszkiełowicz, Krystyna Czajkowska, Krystyna Jakubowska, Krystyna Krupa, Jadwiga Marko-Książek, Józefa Ledwig, Barbara Niemczyk, Krystyna Ostromęcka, Elżbieta Porzec, Zofia Szcześniewska, Wanda Wiecha, Lidia Żmuda – siatkówka

### Tokio1964
| złote medale |
| ------------ |

1. Waldemar Baszanowski – podnoszenie ciężarów, waga lekka
2. Egon Franke – szermierka, floret indywidualnie
3. Józef Grudzień – boks, waga lekka
4. Marian Kasprzyk – boks, waga półśrednia
5. Jerzy Kulej – boks, waga lekkopółśrednia
6. Józef Szmidt – trójskok
7. Teresa Ciepły, Halina Górecka, Irena Kirszenstein, Ewa Kłobukowska – sztafeta 4*100 m

| srebrne medale |
| -------------- |

1. Teresa Ciepły – bieg na 80 m przez płotki
2. Irena Kirszenstein – bieg na 200 m
3. Irena Kirszenstein – skok w dal
4. Artur Olech – boks, waga musza
5. Marian Dudziak, Marian Foik, Wiesław Maniak, Andrzej Zieliński – sztafeta 4*100 m
6. Egon Franke, Ryszard Parulski, Janusz Różycki, Zbigniew Skrudlik, Witold Woyda – szermierka, floret drużynowo

| brązowe medale |
| -------------- |

1. Andrzej Badeński – bieg na 400 m
2. Józef Grzesiak – boks, waga lekkośrednia
3. Ewa Kłobukowska – bieg na 100 m
4. Mieczysław Nowak – podnoszenie ciężarów, waga piórkowa
5. Ireneusz Paliński – podnoszenie ciężarów, waga lekkociężka
6. Zbigniew Pietrzykowski – boks, waga półciężka
7. Tadeusz Walasek – boks, waga średnia
8. Marian Zieliński – podnoszenie ciężarów, waga lekka
9. Emil Ochyra, Jerzy Pawłowski, Andrzej Piątkowski, Wojciech Zabłocki, Ryszard Zub – szermierka, szabla drużynowo
10. Krystyna Czajkowska, Maria Golimowska, Krystyna Jakubowska, Danuta Kordaczuk, Krystyna Krupa, Józefa Ledwig, Jadwiga Marko, Jadwiga Rutkowska, Zofia Szcześniewska, Maria Śliwka – siatkówka

### Rzym1960
| złote medale |
| ------------ |

1. Zdzisław Krzyszkowiak – bieg na 3000 m z przeszkodami
2. Ireneusz Paliński – podnoszenie ciężarów, waga półciężka
3. Kazimierz Paździor – boks, waga lekka
4. Józef Szmidt – trójskok

| srebrne medale |
| -------------- |

1. Jerzy Adamski – boks, waga piórkowa
2. Jarosława Jóźwiakowska – skok wzwyż
3. Elżbieta Krzesińska – skok w dal
4. Zbigniew Pietrzykowski – boks, waga półciężka
5. Tadeusz Walasek – boks, waga średnia
6. Marian Kuszewski, Jerzy Pawłowski, Andrzej Piątkowski, Emil Ochyra, Wojciech Zabłocki, Ryszard Zub – szermierka, szabla drużynowo

| brązowe medale |
| -------------- |

1. Brunon Bendig – boks, waga kogucia
2. Jan Bochenek – podnoszenie ciężarów, waga półciężka
3. Leszek Drogosz – boks, waga półśrednia
4. Marian Kasprzyk – boks, waga lekkopółśrednia
5. Teodor Kocerka – wioślarstwo, jedynka
6. Tadeusz Rut – rzut młotem
7. Tadeusz Trojanowski – zapasy w stylu wolnym, waga kogucia
8. Daniela Walkowiak – kajakarstwo, jedynka na 500 m
9. Kazimierz Zimny – bieg na 5000 m
10. Stefan Kapłaniak, Władysław Zieliński – kajakarstwo, dwójka na 1000 m
11. Teresa Ciepły, Halina Górecka, Barbara Janiszewska, Celina Jesionowska – sztafeta 4*100 m

### Melbourne1956
| złote medale |
| ------------ |

1. Elżbieta Krzesińska – skok w dal

| srebrne medale |
| -------------- |

1. Jerzy Pawłowski – szermierka, szabla indywidualnie
2. Janusz Sidło – rzut oszczepem
3. Adam Smelczyński – strzelectwo, rzutki „trap”
4. Marian Kuszewski, Zygmunt Pawlas, Jerzy Pawłowski, Andrzej Piątkowski, Wojciech Zabłocki, Ryszard Zub – szermierka, szabla drużynowo

| brązowe medale |
| -------------- |

1. Henryk Niedźwiedzki – boks, waga piórkowa
2. Zbigniew Pietrzykowski – boks, waga lekkośrednia
3. Marian Zieliński – podnoszenie ciężarów, waga piórkowa
4. Dorota Horzonkówna, Natalia Kotówna, Helena Rakoczy, Danuta Stachow, Lidia Szczerbińska, Barbara Ślizowska – gimnastyka, ćwiczenia z przyborem drużynowo

### Helsinki1952
| złote medale |
| ------------ |

1. Zygmunt Chychła – boks, waga półśrednia

| srebrne medale |
| -------------- |

1. Aleksy Antkiewicz – boks, waga lekka
2. Jerzy Jokiel – gimnastyka, ćwiczenia wolne

| brązowe medale |
| -------------- |

1. Teodor Kocerka – wioślarstwo, jedynka

### Londyn1948
| brązowe medale |
| -------------- |

1. Aleksy Antkiewicz – boks, waga piórkowa

### Berlin1936
| srebrne medale |
| -------------- |

1. Jadwiga Wajsówna – rzut dyskiem
2. Stanisława Walasiewicz – bieg na 100 m
3. Zdzisław Kawecki (koń Bambino), Seweryn Kulesza (koń Tosiek), Henryk Leliwa-Roycewicz (koń Arlekin III) – jeździectwo, WKKW drużynowo

| brązowe medale |
| -------------- |

1. Władysław Karaś – strzelectwo, karabinek małokalibrowy na 50 m
2. Maria Kwaśniewska – rzut oszczepem
3. Jerzy Ustupski, Roger Verey – wioślarstwo, dwójka podwójna

### Los Angeles1932
| złote medale |
| ------------ |

1. Janusz Kusociński – bieg na 10 000 m
2. Stanisława Walasiewicz – bieg na 100 m

| srebrne medale |
| -------------- |

1. Jerzy Braun, Janusz Ślązak, Jerzy Skolimowski (sternik) – wioślarstwo, dwójka ze sternikiem

| brązowe medale |
| -------------- |

1. Jadwiga Wajsówna – rzut dyskiem
2. Henryk Budziński, Jan Krenz-Mikołajczak – wioślarstwo, dwójka bez sternika
3. Jerzy Braun, Edward Kobyliński, Janusz Ślązak, Stanisław Urban, Jerzy Skolimowski (sternik) – wioślarstwo, czwórka ze sternikiem
4. Władysław Dobrowolski, Tadeusz Friedrich, Leszek Lubicz-Nycz, Adam Papée, Władysław Segda, Marian Suski – szermierka, szabla drużynowo

### Amsterdam1928
| złote medale |
| ------------ |

1. Halina Konopacka – rzut dyskiem

| srebrne medale |
| -------------- |

1. Michał Woysym-Antoniewicz (koń Readgledt), Kazimierz Gzowski (koń Mylord), Kazimierz Szosland (koń Alli) – jeździectwo, konkurs skoków drużynowo

| brązowe medale |
| -------------- |

1. Michał Woysym-Antoniewicz (koń Moja Miła), Karol Rómmel (koń Donneuse), Józef Trenkwald (koń Lwi Pazur) – jeździectwo, WKKW drużynowo
2. Leon Birkholz, Franciszek Bronikowski, Edmund Jankowski, Bernard Ormanowski, Bolesław Drewek (sternik) – wioślarstwo, czwórka ze sternikiem
3. Tadeusz Friedrich, Kazimierz Laskowski, Aleksander Małecki, Adam Papée, Władysław Segda, Jerzy Zabielski – szermierka, szabla drużynowo

### Paryż1924
| srebrne medale |
| -------------- |

1. Józef Lange, Jan Łazarski, Tomasz Stankiewicz, Franciszek Szymczyk – kolarstwo torowe, wyścig drużynowy na 4 km

| brązowe medale |
| -------------- |

1. Adam Królikiewicz (koń Picador) – jeździectwo, konkurs skoków

## Medale według dyscypliny
| Lp. | Dyscyplina           | Złoto | Srebro | Brąz | Razem | Łączna ilość kompletów medalowych | % medali zdobytych przez Polaków |
| --- | -------------------- | ----- | ------ | ---- | ----- | --------------------------------- | -------------------------------- |
| 1   | lekkoatletyka        | 29    | 20     | 18   | 67    | 1095                              | 2,040                            |
| 2   | boks                 | 8     | 10     | 26   | 44    | 278                               | 5,276                            |
| 3   | podnoszenie ciężarów | 6     | 6      | 22   | 34    | 239                               | 4,742                            |
| 4   | zapasy               | 5     | 9      | 13   | 27    | 240                               | 3,750                            |
| 5   | szermierka           | 4     | 9      | 10   | 23    | 243                               | 3,155                            |
| 6   | wioślarstwo          | 4     | 4      | 12   | 20    | 288                               | 2,315                            |
| 7   | strzelectwo          | 4     | 3      | 5    | 12    | 318                               | 1,258                            |
| 8   | judo                 | 3     | 3      | 2    | 8     | 167                               | 1,597                            |
| 9   | pięciobój nowoczesny | 3     | –      | 1    | 4     | 44                                | 3,030                            |
| 10  | jeździectwo          | 1     | 3      | 2    | 6     | 55                                | 3,636                            |
| 10  | pływanie             | 1     | 3      | 2    | 6     | 624                               | 0,321                            |
| 12  | piłka nożna          | 1     | 2      | –    | 3     | 37                                | 2,703                            |
| 13  | żeglarstwo           | 1     | 1      | 3    | 5     | 205                               | 0,813                            |
| 14  | gimnastyka           | 1     | 1      | 2    | 4     | 348                               | 0,383                            |
| 14  | siatkówka            | 1     | 1      | 2    | 4     | 32                                | 4,167                            |
| 16  | wspinaczka sportowa  | 1     | –      | 1    | 2     | 6                                 | 11,111                           |
| 17  | kajakarstwo          | –     | 9      | 14   | 23    | 42                                | 18,254                           |
| 18  | kolarstwo            | –     | 8      | 4    | 12    | 190                               | 2,105                            |
| 19  | łucznictwo           | –     | 1      | 1    | 2     | 76                                | 0,877                            |
| 20  | piłka ręczna         | –     | –      | 1    | 1     | 27                                | 1,235                            |
| 20  | tenis ziemny         | –     | –      | 1    | 1     | 80                                | 0,417                            |
|     | Razem                | 73    | 93     | 142  | 308   | 5834                              | 1,760                            |

## Polscy multimedaliści
Najbardziej utytułowanym polskim letnim medalistą olimpijskim jest Robert Korzeniowski, który zdobył cztery medale na trzech igrzyskach,  wszystkie złote. Z kolei najwięcej medali olimpijskich zdobyła Irena Szewińska – 7 na czterech kolejnych igrzyskach, 3 złote, 2 srebrne i 2 brązowe. Również na czterech kolejnych igrzyskach zdobywał medale Jerzy Pawłowski.
Poniższa tabela jest klasyfikacją polskich medalistów letnich igrzysk olimpijskich. Wzięte zostały pod uwagę wszystkie zdobyte medale – w konkurencjach indywidualnych i drużynowych. Przy ustalaniu kolejności najpierw uwzględniono liczbę złotych medali, później srebrnych, a na końcu brązowych. W przypadku, gdy dwoje zawodników uzyskało taką samą liczbę medali, najpierw wzięto pod uwagę rok zdobycia pierwszego medalu, a następnie porządek alfabetyczny.
| Miejsce | Medalista                     | Lata, w których zawodnik zdobywał medale | Dyscyplina           | Złoto | Srebro | Brąz | Razem |
| ------- | ----------------------------- | ---------------------------------------- | -------------------- | ----- | ------ | ---- | ----- |
| 1.      | Robert Korzeniowski           | 1996–2004                                | lekkoatletyka        | 4     | 0      | 0    | 4     |
| 2.      | Irena Szewińska               | 1964–1976                                | lekkoatletyka        | 3     | 2      | 2    | 7     |
| 3.      | Anita Włodarczyk              | 2012–2020                                | lekkoatletyka        | 3     | 0      | 0    | 3     |
| 4.      | Witold Woyda                  | 1964–1972                                | szermierka           | 2     | 1      | 1    | 4     |
| 5.      | Renata Mauer-Różańska         | 1996–2000                                | strzelectwo          | 2     | 0      | 1    | 3     |
| 6.      | Józef Szmidt                  | 1960–1964                                | lekkoatletyka        | 2     | 0      | 0    | 2     |
| 6.      | Waldemar Baszanowski          | 1964–1968                                | podnoszenie ciężarów | 2     | 0      | 0    | 2     |
| 6.      | Jerzy Kulej                   | 1964–1968                                | boks                 | 2     | 0      | 0    | 2     |
| 6.      | Józef Zapędzki                | 1968–1972                                | strzelectwo          | 2     | 0      | 0    | 2     |
| 6.      | Waldemar Legień               | 1988–1992                                | judo                 | 2     | 0      | 0    | 2     |
| 6.      | Andrzej Wroński               | 1988–1996                                | zapasy               | 2     | 0      | 0    | 2     |
| 6.      | Arkadiusz Skrzypaszek         | 1992                                     | pięciobój nowoczesny | 2     | 0      | 0    | 2     |
| 6.      | Tomasz Kucharski              | 2000–2004                                | wioślarstwo          | 2     | 0      | 0    | 2     |
| 6.      | Robert Sycz                   | 2000–2004                                | wioślarstwo          | 2     | 0      | 0    | 2     |
| 6.      | Tomasz Majewski               | 2008–2012                                | lekkoatletyka        | 2     | 0      | 0    | 2     |
| 16.     | Jerzy Pawłowski               | 1956–1968                                | szermierka           | 1     | 3      | 1    | 5     |
| 17.     | Otylia Jędrzejczak            | 2004                                     | pływanie             | 1     | 2      | 0    | 3     |
| 18.     | Teresa Ciepły                 | 1960–1964                                | lekkoatletyka        | 1     | 1      | 1    | 3     |
| 18.     | Egon Franke                   | 1964–1968                                | szermierka           | 1     | 1      | 1    | 3     |
| 18.     | Natalia Kaczmarek             | 2020–2024                                | lekkoatletyka        | 1     | 1      | 1    | 3     |
| 21.     | Stanisława Walasiewicz        | 1932–1936                                | lekkoatletyka        | 1     | 1      | 0    | 2     |
| 21.     | Elżbieta Krzesińska           | 1956–1960                                | lekkoatletyka        | 1     | 1      | 0    | 2     |
| 21.     | Józef Grudzień                | 1964–1968                                | boks                 | 1     | 1      | 0    | 2     |
| 21.     | Lesław Ćmikiewicz             | 1972–1976                                | piłka nożna          | 1     | 1      | 0    | 2     |
| 21.     | Jerzy Gorgoń                  | 1972–1976                                | piłka nożna          | 1     | 1      | 0    | 2     |
| 21.     | Kazimierz Deyna               | 1972–1976                                | piłka nożna          | 1     | 1      | 0    | 2     |
| 21.     | Kazimierz Kmiecik             | 1972–1976                                | piłka nożna          | 1     | 1      | 0    | 2     |
| 21.     | Grzegorz Lato                 | 1972–1976                                | piłka nożna          | 1     | 1      | 0    | 2     |
| 21.     | Zygmunt Maszczyk              | 1972–1976                                | piłka nożna          | 1     | 1      | 0    | 2     |
| 21.     | Antoni Szymanowski            | 1972–1976                                | piłka nożna          | 1     | 1      | 0    | 2     |
| 21.     | Bronisław Malinowski          | 1976–1980                                | lekkoatletyka        | 1     | 1      | 0    | 2     |
| 21.     | Tadeusz Ślusarski             | 1976–1980                                | lekkoatletyka        | 1     | 1      | 0    | 2     |
| 21.     | Jacek Wszoła                  | 1976–1980                                | lekkoatletyka        | 1     | 1      | 0    | 2     |
| 21.     | Jan Kowalczyk                 | 1980                                     | jeździectwo          | 1     | 1      | 0    | 2     |
| 21.     | Szymon Kołecki                | 2000–2008                                | podnoszenie ciężarów | 1     | 1      | 0    | 2     |
| 21.     | Iga Baumgart-Witan            | 2020                                     | lekkoatletyka        | 1     | 1      | 0    | 2     |
| 21.     | Małgorzata Hołub-Kowalik      | 2020                                     | lekkoatletyka        | 1     | 1      | 0    | 2     |
| 21.     | Justyna Święty-Ersetic        | 2020                                     | lekkoatletyka        | 1     | 1      | 0    | 2     |
| 39.     | Ireneusz Paliński             | 1960–1964                                | podnoszenie ciężarów | 1     | 0      | 1    | 2     |
| 39.     | Halina Górecka                | 1960–1964                                | lekkoatletyka        | 1     | 0      | 1    | 2     |
| 39.     | Marian Kasprzyk               | 1960–1964                                | boks                 | 1     | 0      | 1    | 2     |
| 39.     | Ewa Kłobukowska               | 1964                                     | lekkoatletyka        | 1     | 0      | 1    | 2     |
| 39.     | Lech Koziejowski              | 1972–1980                                | szermierka           | 1     | 0      | 1    | 2     |
| 39.     | Kazimierz Lipień              | 1972–1976                                | zapasy               | 1     | 0      | 1    | 2     |
| 39.     | Jerzy Rybicki                 | 1976–1980                                | boks                 | 1     | 0      | 1    | 2     |
| 39.     | Mateusz Kusznierewicz         | 1996–2004                                | źeglarstwo           | 1     | 0      | 1    | 2     |
| 39.     | Leszek Blanik                 | 2000–2008                                | gimnastyka           | 1     | 0      | 1    | 2     |
| 39.     | Magdalena Fularczyk-Kozłowska | 2012–2016                                | wioślarstwo          | 1     | 0      | 1    | 2     |
| 39.     | Wojciech Nowicki              | 2016–2020                                | lekkoatletyka        | 1     | 0      | 1    | 2     |
| 50.     | Andrzej Piątkowski            | 1956–1964                                | szermierka           | 0     | 2      | 1    | 3     |
| 50.     | Ryszard Zub                   | 1956–1964                                | szermierka           | 0     | 2      | 1    | 3     |
| 50.     | Wojciech Zabłocki             | 1956–1964                                | szermierka           | 0     | 2      | 1    | 3     |
| 53.     | Marian Kuszewski              | 1956–1960                                | szermierka           | 0     | 2      | 0    | 2     |
| 53.     | Artur Olech                   | 1964–1968                                | boks                 | 0     | 2      | 0    | 2     |
| 53.     | Stanisław Szozda              | 1972–1976                                | kolarstwo            | 0     | 2      | 0    | 2     |
| 53.     | Ryszard Szurkowski            | 1972–1976                                | kolarstwo            | 0     | 2      | 0    | 2     |
| 53.     | Piotr Małachowski             | 2008–2016                                | lekkoatletyka        | 0     | 2      | 0    | 2     |
| 53.     | Maja Włoszczowska             | 2008–2016                                | kolarstwo            | 0     | 2      | 0    | 2     |
| 59.     | Karolina Naja                 | 2012–2020                                | kajakarstwo          | 0     | 1      | 3    | 4     |
| 60.     | Zbigniew Pietrzykowski        | 1956–1964                                | boks                 | 0     | 1      | 2    | 3     |
| 60.     | Józef Tracz                   | 1988–1996                                | zapasy               | 0     | 1      | 2    | 3     |
| 60.     | Aneta Konieczna               | 2000–2008                                | kajakarstwo          | 0     | 1      | 2    | 3     |
| 60.     | Beata Mikołajczyk             | 2008–2016                                | kajakarstwo          | 0     | 1      | 2    | 3     |
| 64.     | Michał Woysym-Antoniewicz     | 1928                                     | jeździectwo          | 0     | 1      | 1    | 2     |
| 64.     | Janusz Pawłowski              | 1980–1988                                | judo                 | 0     | 1      | 1    | 2     |
| 64.     | Marek Dopierała               | 1988                                     | kajakarstwo          | 0     | 1      | 1    | 2     |
| 64.     | Izabela Dylewska              | 1988–1992                                | kajakarstwo          | 0     | 1      | 1    | 2     |
| 64.     | Marek Łbik                    | 1988                                     | kajakarstwo          | 0     | 1      | 1    | 2     |
| 64.     | Artur Partyka                 | 1992–1996                                | lekkoatletyka        | 0     | 1      | 1    | 2     |
| 64.     | Sylwia Gruchała               | 2000–2004                                | szernierka           | 0     | 1      | 1    | 2     |
| 64.     | Agata Wróbel                  | 2000–2004                                | podnoszenie ciężarów | 0     | 1      | 1    | 2     |
| 64.     | Agnieszka Kobus               | 2016–2020                                | wioślarstwo          | 0     | 1      | 1    | 2     |
| 64.     | Maria Sajdak                  | 2016–2020                                | wioślarstwo          | 0     | 1      | 1    | 2     |
| 64.     | Anna Puławska                 | 2020                                     | kajakarstwo          | 0     | 1      | 1    | 2     |
| 75.     | Marian Zieliński              | 1956–1968                                | podnoszenie ciężarów | 0     | 0      | 3    | 3     |
| 76.     | Teodor Kocerka                | 1952–1960                                | wioślarstwo          | 0     | 0      | 2    | 2     |
| 76.     | Krystyna Czajkowska           | 1964–1968                                | siatkówka            | 0     | 0      | 2    | 2     |
| 76.     | Krystyna Jakubowska           | 1964–1968                                | siatkówka            | 0     | 0      | 2    | 2     |
| 76.     | Krystyna Krupa                | 1964–1968                                | siatkówka            | 0     | 0      | 2    | 2     |
| 76.     | Jadwiga Marko-Książek         | 1964–1968                                | siatkówka            | 0     | 0      | 2    | 2     |
| 76.     | Józefa Ledwig                 | 1964–1968                                | siatkówka            | 0     | 0      | 2    | 2     |
| 76.     | Zofia Szcześniewska           | 1964–1968                                | siatkówka            | 0     | 0      | 2    | 2     |
| 76.     | Leszek Błażyński              | 1972–1976                                | boks                 | 0     | 0      | 2    | 2     |
| 76.     | Janusz Gortat                 | 1972–1976                                | boks                 | 0     | 0      | 2    | 2     |
| 76.     | Beata Sokołowska-Kulesza      | 2000–2004                                | kajakarstwo          | 0     | 0      | 2    | 2     |